# Parafia Matki Bożej Różańcowej w Długoszynie
Parafia Matki Bożej Różańcowej w Długoszynie – parafia rzymskokatolicka, terytorialnie i administracyjnie należąca do diecezji zielonogórsko-gorzowskiej, do dekanatu Sulęcin, erygowana 6 września 1978. W parafii posługują księża diecezjalni.